# Baghmalek
Baghmalek (persisch باغ‌ملک) ist eine Stadt in der Provinz Chuzestan im Südwesten des Iran. Im Jahr 2016 hatte Baghmalek hochgerechnet 26.343 Einwohner.